# Madoc (poemat)

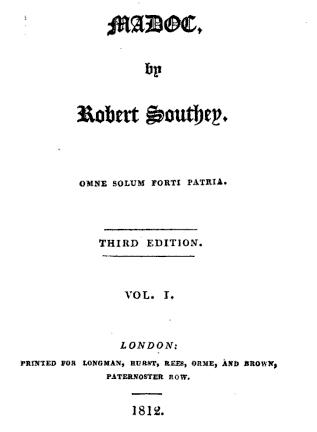
Strona tytułowa trzeciego wydania poematu Madoc z 1812

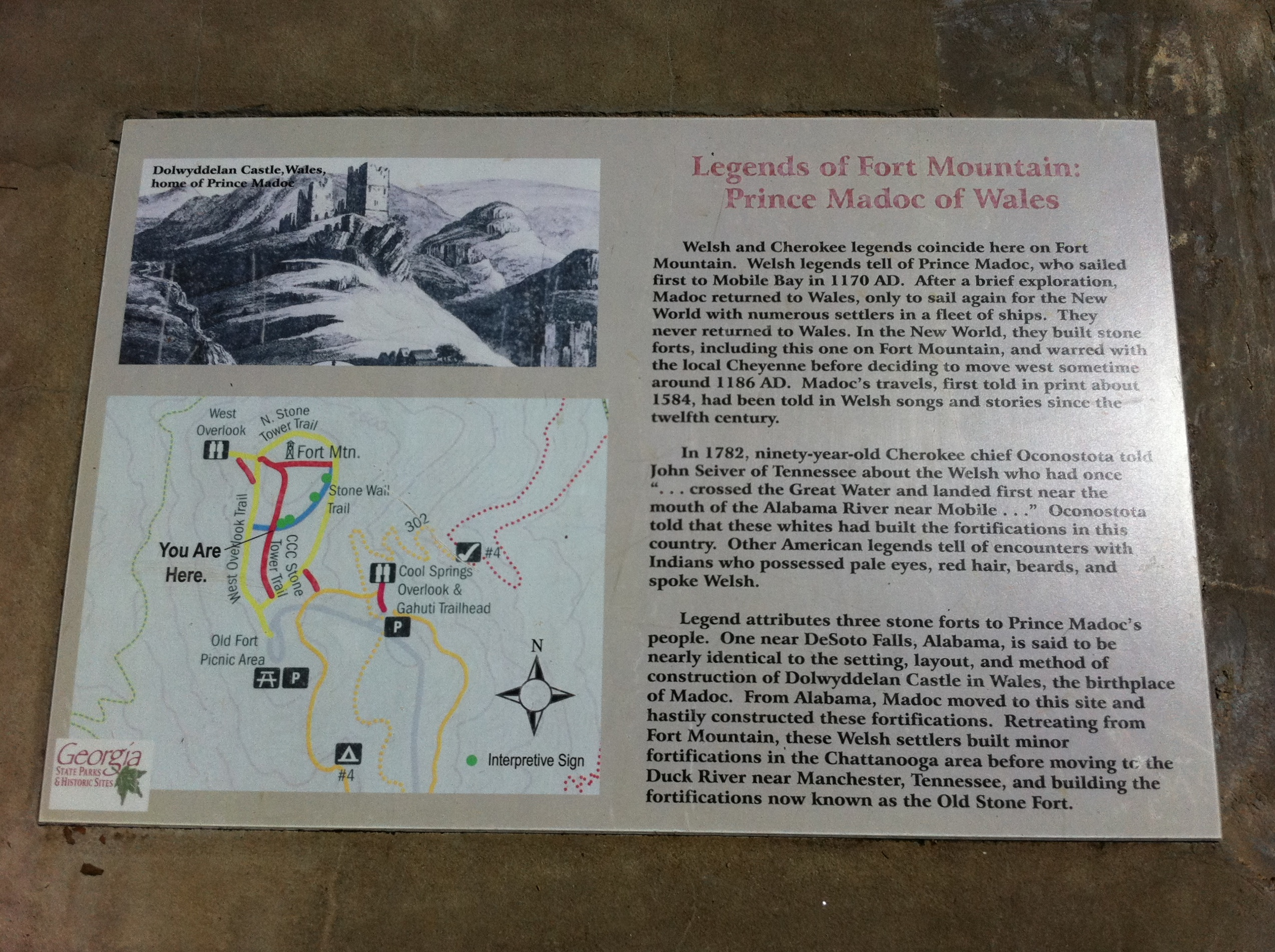
Tablica upamiętniająca lądowanie księcia Madoca w Nowym Świecie

Madoc – epos angielskiego romantycznego poety Roberta Southeya, opublikowany w 1805 roku. Utwór opowiada historię walijskiego księcia Madoca, rzekomego odkrywcy Ameryki na długo przed Krzysztofem Kolumbem. Madoc (Madog ab Owain Gwynedd) był już wcześniej bohaterem walijskich legend i innych utworów literackich. Epos składa się z dwóch części. Pierwsza z nich jest zatytułowana Madoc in Wales, druga Madoc in Aztlan. Część pierwsza dzieli się na osiemnaście rozdziałów, a część druga na dwadzieścia siedem. Utwór jest napisany wierszem białym. Jest to blank verse, czyli nierymowany pentametr jambiczny. Ten rodzaj wiersza był od XVI do końca XIX wieku powszechnie wykorzystywany w dziełach epickich, między innymi przez John Miltona, Johna Keatsa, Edwina Atherstone'a, Johna Fitchetta, Alfreda Tennysona i Roberta Browninga. Miejscami poeta stosuje aliterację, środek stylistyczny typowy zarówno dla poezji staroangielskiej, jak i starowalijskiej: Yes, he was good,/And great, and glorious!.
FAIR blows the wind, the vessel drives along, 

Her streamers fluttering at their length, her sails 

All full, she drives along, and round her prow 

Scatters the ocean spray. What feelings then

Filled every bosom, when the mariners, 

After the peril of that weary way, 

Beheld their own dear country ! Here stands one, 

Stretching his sight toward the distant shore, 

And, as to well known forms his busy joy 

Shapes the dim outline, eagerly he points 

The fancied headland and the cape and bay,

Till his eyes ache, o'erstraining.